# Pfeffenhausen
Pfeffenhausen là một đô thị thuộc huyện Landshut trong bang Bayern nước Đức. Đô thị Pfeffenhausen có diện tích 71,79 km², dân số thời điểm ngày 31 tháng 12 năm 2006 là 4817 người.